# Mark III (タイムシェアリングシステム)
Mark III はかつてゼネラル・エレクトリック (GE) が提供していた商用タイムシェアリングシステム、および、サービスである。
日本では電通国際情報サービスが同社の販売代理店としてサービスを提供しており、その前身のMark I（電通TSS）は日本の民間企業では最初の商用タイムシェアリングサービスであった。

## 概要
1960年代、ゼネラル・エレクトリックはダートマス大学とダートマス・タイムシェアリングシステム (DTSS)を共同開発した。Mark I, II, IIIはいずれもこのシステムをゼネラル・エレクトリックが商用化したものである。
Mark IのハードウェアはGE 235中央処理装置とDatanet 30通信処理装置を中心に構成され、100台程度までの端末を接続できた。プログラミング言語はBASIC、FORTRAN IV、ALGOLに対応していた。このシステムは都市ごとに独立したローカルなタイムシェアリングシステムとして運用された。1965年末までにアメリカ合衆国の7都市でセンターが開設され、その後は1972年時点で世界19箇国50システムまで拡大した。
Mark IIのハードウェアは中央処理装置に性能を向上したGE 635が使用された。Mark Iとは対照的に、このシステムはアメリカ合衆国の3箇所（ニューヨーク、クリーブランド、ロサンゼルス）にあるセンターへコンピュータを集中的に設置。遠隔地に遠隔集線装置を設置することによって、センターからアメリカ合衆国の他の拠点だけでなく、通信衛星を介してヨーロッパや日本まで同一のシステムに接続された。1973年、Mark IIにリモートバッチ機能を加え、名称がMark IIIに改められた。
この間、元々コンピュータ事業に本腰を入れていなかったゼネラル・エレクトリックは様々な問題が山積し、1970年、成功したタイムシェアリングサービス以外のコンピュータ事業をハネウェルに売却した。1979年にはハネウェルと合弁でGEインフォメーション・サービス・カンパニー (GE Information Services Company; GEISCO) を設立。後にゼネラル・エレクトリックの完全子会社となり、ゼネラル・エレクトリック・インフォメーション・サービス (General Electric Information Services; GEIS)に改称された。
1984年、GEISは電子メールサービスなどを加えた付加価値通信網 (VAN) サービス「MARK*Net」を開始し、Mark IIIはMARK*Netの一部になった。MARK*NetはMark IIIと共に1990年代までサービスが行われていたが、他のVANサービスと同様、インターネットの普及に飲み込まれる形で終焉を迎えた。

## 日本でのサービス
日本では1972年4月に電通がMark I（電通の商標は大文字でMARK I。MARK II、MARK IIIも同様。）を使った商用タイムシェアリングサービス「電通TSS」の提供を開始した。これは日本電信電話公社（電電公社）が1971年3月にサービスを開始したDEMOSに次ぐ、日本の民間企業では最初の商用タイムシェアリングサービスであった。
電通は1966年からゼネラル・エレクトリックのメインフレーム GE 635 を広告計画の立案に使用するため導入しており、1968年からMark Iによるタイムシェアリングシステムを社内で運用していた。この頃、ゼネラル・エレクトリックは日本でタイムシェアリングサービスの代理店になる企業を探していたが、これに興味を示す企業がなかなか見つからなかった。電通はコンピュータ事業と縁がなかったが、中立的立場でありながら多くの大企業と取引があり、同じサービス業を営んでいることを理由に、ゼネラル・エレクトリックから商談の声が掛かった。
電通のMark Iは1971年10月に東京本社と大阪支社間で通信回線が結ばれ、大阪支社から遠隔で利用できるようになった。同月にタイムシェアリングサービスを担う専門部署としてタイムシェアリング・サービス局（電通TSS局）が新設され、営業活動を開始。1972年4月より商用サービスとして提供を開始した。同時期に第1次通信回線開放が実施され、法的には公衆交換電話網をデータ通信に使用できるようになったが、電電公社の電話局でサービスが直ちに利用可能になったわけではなく、この時点ではまだ専用線の開設を必要とした。
1973年4月、東京地区で公衆交換電話網を使ったデータ通信が利用可能になり、電通はMark IIのサービスを開始した。このシステムは電通の東京本社に遠隔集線装置を設置、大阪や名古屋の電通支社にはマルチプレクサを設置して電電公社の電話局と結び、遠隔集線装置は国際電信電話の地球局からインテルサットを介してアメリカ合衆国にあるゼネラル・エレクトリックのセンターに接続されていた。ユーザーは指定の端末を加入電話回線に接続し、最寄りの電話局を通してセンターに接続することができた。
1974年にMark IIIへ改称。1975年、電通TSS局は電通とゼネラル・エレクトリックとの合弁会社「株式会社電通国際情報サービス」として独立した。
当初、タイムシェアリングサービスはコンピュータを自社で運用できない中小企業に広まるとみられていた。しかし実際には、Mark IIIは銀行系や製造業などの大企業に多く利用された。日本興業銀行や野村證券は国際ネットワークを活用して外国為替の管理に利用した。住友銀行は海外店の取引データを電子会計機を使ってMark IIIに送信し、日本で磁気テープに変換して本店にあるメインフレームでデータを処理していた。セブン-イレブンは加盟店からの発注データをMark IIIのセンターに送ることで、ベンダーはMark IIIから各自の受注データを参照することができた。当時の日本では法的に禁止されていた「通信回線の他人使用」の規制を、既に規制が緩和されていたアメリカ合衆国のサービスを経由することで回避していた。
1978年時点で日本のタイムシェアリングサービス市場は約200億円。そのうち、電電公社 (DRESS, DEMOS)、電通国際情報サービス (MARK III)、日本IBM (CALL 370ほか) の3社で約7割のシェアを占めていると推定された。
1982年の第2次通信回線開放後、電通国際情報サービスは東京のセンターに2台のIBM 3083と1台のVAX 11/780を設置して、1986年4月にVANサービス「D*NET」を開始。この頃になるとMark IIIを利用していた大口顧客も各自で通信システムを構築するようになり、同社の主力事業はシステムインテグレーションに移行。D*NetはMARK*Netと同様の道筋をたどった。